# 附属上がり
附属上がり（ふぞくあがり）とは、同一学校法人あるいは系属学校から上級教育機関へ内部進学してきた児童・生徒・学生を指す俗称。単に「繰り上がり（くりあがり）」「上がり（あがり）」「附属（付属）」「内部」といった言葉を用いる場合も多い。内部進学の制度は各学校により様々であり、上級学校への進学が完全に保証されているわけではないケースも存在する。
また、国立大学法人の管轄する教育機関の場合、大学への進学特典は原則存在しない（ただし、2005年度より東京工業大学附属科学技術高等学校から東京工業大学への特別選抜が実施される、また小学校から中学校あるいは中学校から高等学校へは進学特典が存在するケースもある）。